# ATP Challenger Porto-2
Das ATP Challenger Porto-2 (offizieller Name: CT Porto) ist ein Tennisturnier in Porto, Portugal, das seit 2024 ausgetragen wird. Es ist Teil der ATP Challenger Tour und wird im Freien auf Sand ausgetragen.

## Liste der Sieger

### Einzel
| Jahr | Sieger         | Finalgegner     | Ergebnis              |
| ---- | -------------- | --------------- | --------------------- |
| 2025 |                |                 | Austragung ab 25.8.25 |
| 2024 | Adrian Andreew | Carlos Taberner | 6:3, 6:0              |

### Doppel
| Jahr | Sieger                             | Finalgegner                  | Ergebnis              |
| ---- | ---------------------------------- | ---------------------------- | --------------------- |
| 2025 |                                    |                              | Austragung ab 25.8.25 |
| 2024 | Daniel Cukierman Piotr Matuszewski | Romain Arneodo Théo Arribagé | 6:4, 6:0              |